# Gomoh
Gomoh là một thị trấn thống kê (census town) của quận Dhanbad thuộc bang Jharkhand, Ấn Độ.

## Địa lý
Gomoh có vị trí 23°52′B 86°10′Đ / 23,87°B 86,17°Đ Nó có độ cao trung bình là 245 mét (803 feet).

## Nhân khẩu
Theo điều tra dân số năm 2001 của Ấn Độ, Gomoh có dân số 28.576 người. Phái nam chiếm 54% tổng số dân và phái nữ chiếm 46%. Gomoh có tỷ lệ 70% biết đọc biết viết, cao hơn tỷ lệ trung bình toàn quốc là 59,5%: tỷ lệ cho phái nam là 78%, và tỷ lệ cho phái nữ là 60%. Tại Gomoh, 15% dân số nhỏ hơn 6 tuổi.